# Neil Kilkenny
Pour les articles homonymes, voir Kilkenny (homonymie).
Neil Kilkenny est un footballeur australien né le 19 décembre 1985 à Enfield (Angleterre) jouant comme milieu central au Perth Glory FC.

## Biographie
Après une superbe saison avec Leeds United, il est rappelé avec les Socceroos et participe aux Jeux olympiques de Pékin. 
Lors de sa seconde saison au club, il fut plus dur pour lui de s'imposer. Et notamment sous l'ère Gary McAllister où l'écrasante concurrence que formaient Douglas et Delph en tant que milieux centraux de Leeds United était très difficile à déloger. D'autant plus que Hughes, David Prutton et Jonathan Howson étaient également là. Mais finalement, après s'être fait bouder un temps par le nouvel entraineur, Simon Grayson, il profite de la mauvaise passe de son équipe pour revenir en tant que remplaçant le 21 février 2009 contre Cheltenham Town où il rentre dès la 31e minute du match comme milieu de terrain central après la blessure de l'arrière droit Andy Hughes. Puis Neil fait son retour comme titulaire une semaine plus tard contre Scunthorpe United où il formera un nouveau tandem avec Jonathan Howson. En demi-finale des play-offs, il se blesse à la cheville ; ce qui lui fait manquer comme l'année précédente les matchs amicaux de pré-saison. Lors du mercato d'été 2009, l'équipe de Doncaster Rovers fait le forcing pour obtenir le transfert de Killa mais Grayson reste de marbre.
Après avoir manqué les matchs amicaux de pré-saison, à son retour de blessure, le tandem Doyle-Howson au centre du milieu de terrain avait déjà pris le dessus. Et après avoir ciré le banc  plusieurs semaines, il profite d'une suspension de Michael Doyle pour livrer un superbe match et obtenir une place de titulaire aux côtés du duo, Howson se décalant sur le côté. À la fin de la saison, il obtient la promotion en 2e division anglaise avec son club.
Durant la saison 2010-2011, il reste un titulaire indiscutable, avec un système de jeu en 4-2-3-1, où en compagnie de Bradley Johnson, et aussi parfois d'Amdy Faye, il forme le duo de milieux défensifs relayeurs, laissant jouer Howson en numéro 10. Il participe en janvier à l'Asian Cup avec la sélection australienne, rentrant en jeu 5 fois, l'équipe arrive jusqu'en finale où elle est défaite par le Japon. Malgré cette bonne saison, il refuse une prolongation de contrat et part libre de Leeds United.
En juin 2011, il est recruté par Bristol City et signe un contrat de trois ans.
Le 18 juillet 2016, il rejoint Melbourne City.

## Carrière
- 2002-jan. 2004 : Arsenal B  Angleterre
- jan. 2004-jan. 2008 : Birmingham City  Angleterre
  - nov. 2004-2005 : Oldham Athletic AFC  Angleterre (prêt)
  - 2007-jan. 2008 : Oldham Athletic AFC  Angleterre (prêt)
- jan. 2008-2011 : Leeds United  Angleterre.
- 2011-déc 2013 : Bristol City  Angleterre[3].
  - nov. 2013-déc. 2013 : Preston  Angleterre (prêt)
- jan. 2014-2016 : Preston  Angleterre
- 2016-jan. 2018 : Melbourne City  Angleterre
- depuis jan. 2018 : Perth Glory FC  Australie

## Palmarès
- Coupe d'Australie : 2016